# Jonas Rutsch
Jonas Rutsch (født 24. januar 1998 i Erbach im Odenwald) er en cykelrytter fra Tyskland, der er på kontrakt hos Intermarché-Wanty.

## Karriere
I januar 2020 kom Rutsch på UCI World Touren, da han skrev kontrakt med EF Pro Cycling gældende til og med 2021.